# Římskokatolická farnost Mníšek u Liberce
Římskokatolická farnost Mníšek u Liberce (lat. Einsidlium) je církevní správní jednotka sdružující římské katolíky na území obce Mníšek u Liberce a v jejím okolí. Organizačně spadá do libereckého vikariátu, který je jedním z 10 vikariátů litoměřické diecéze. Centrem farnosti je kostel svatého Mikuláše v Mníšku u Liberce.

## Historie farnosti
Farnost existovala již před reformací. Po reformaci se stala filiální k frýdlantské faře. Matriky jsou vedeny od roku 1699. Od 14. 4. 1767 je farnost opět samostatná.

### Duchovní správcové vedoucí farnost
Začátek působnosti jmenovaného v duchovní správě farnosti od:
- 1767   proto-par. (1. farář) Christophorus Just
- 1774   Thad. Seiberer
- 1779   Philipp. Paul
- 1780   Joann. Schindler
- 1798   Karl Maukisch, n. Frýdlant, † 27. 8. 1804; poté odešel do farnosti Nové Město pod Smrkem
- 1803   Anton. Worf, † 31. 7. 1814
- 1814   par. vacat, coop. Franc. Herzig
- 1814   Carol. Streit, † 26. 3. 1820
- 1820   Maximil. Hoelzel, n. 9. 2. 1779 Liebenau, o. 12. 9. 1802, † 29. 8. 1849
- 1829   Anton. Moeller, n. 1. 11. 1784 Reichenberg, o. 23. 4. 1808, † 24. 2. 1842
- 1842   Anton. Ullrich, n. 15. 10. 1786 Reichenberg, o. 17. 8. 1809, † 7. 10. 1865
- 1850   Jos. Pohl, n. 20. 10. 1809 Friedland, o. 28. 10. 1832, † 11. 2. 1898
- 1855   Anton. Seibt, n. 8. 5. 1814 Reichenberg, o. 20. 8. 1837
- 1864   Steph. Ressel, n. 22. 8. 1820 Rückerdorf., o. 25. 7. 1844, † 19. 11. 1885
- 1877   Franz Schwertner, n. 6. 6. 1826 Wittig, o. 25. 7. 1851, † 12. 4. 1896
- 1881   Franz Wildner, n. 3. 1. 1838 Mildenau, o. 31. 7. 1862, †  5. 9. 1920
- 1897   Ernest Langenbäcker, n. 20. 7. 1862 Reichenberg, o. 16. 5. 1886 , † 27. 5. 1914
- 1903   par. vacat, admin. interc. Ferdinand Schwind
- 1904   Josef Dutý, n. 25. 9. 1864 Neupaulsdorf, o. 27. 5. 1888, † 25. 7. 1933
- 1933   par. vacat, admin. interc. Ad. Jaksch
- 1934   Wilhelm Beh, n. 27. 12. 1892 Leukersdorf, o. 29. 6. 1917, † 12. 8. 1943
- 15. 10. 1943 admin. Leopold Klima
- 10. 12. 1945 Karel Jewschenak (farář v Nové Vsi u Chrastavy) a Wolfgang Walter (farář ve Stráži nad Nisou) – oba ve funkci admin. in spiritualibus (vicarii substituti)
- 28. 12. 1945 František Jan Bubeník OFM Cap., kapucín z Liberce jako admin. exc. in spiritualibus (vicarius substitus)
- 18. 3. 1951 Vojtěch Tkadlčík (admin. exc., admin. ve Stráži nad Nisou)
- 1. 9. 1953 Ladislav Pokorný (admin. exc., admin. ve Stráži nad Nisou)
- 16. 12. 1953 Jan Vraštil  (admin. exc., arciděkan v Liberci)
- 29. 1. 1954 Ferdinand Mánek (admin. exc., admin. v Nové Vsi u Chrastavy)
- 1. 12. 1954 Karel Vítek (admin. exc., admin. v Nové Vsi u Chrastavy)
- 12. 3. 1958 Karel Vítek (admin. exc., admin. ve Stráži nad Nisou)
- 1. 8. 1961 Karel Vítek (admin. exc., admin. v Chrastavě)
- 12. 10. 1962 František Klapuch (admin. exc., arciděkan v Liberci)
- 3. 9.  1963 Jindřich Krtil (admin. exc., admin. v Raspenavě)
- 1. 8.  1969 Karel Kovařík OFM (admin. exc., admin. v Raspenavě)
- 1. 7.  1982 Ladislav Vybíral (admin. exc., admin. v Raspenavě)
- 1. 8.  1986 Antonín Pavel Kejdana OFM (admin. exc., admin. v Raspenavě)
- 20. 11. 1986 Tomáš Pavel Genrt OFM (admin. exc., admin. v Raspenavě)
- 1. 7. 1988 Antonín Hladký SDB (admin. exc., admin. v Raspenavě)
- 1. 8.  1990    Miloš Raban (admin. exc., admin. v Raspenavě)
- 7. 1.  2011  Jacek Wszola (admin. exc., admin. v Raspenavě)
- 1. 9.  2011 Pavel Andrš (admin. exc., admin. v Raspenavě)[3]

Kromě kněží stojících v čele farnosti, působili ve farnosti v průběhu její historie i jiní kněží. Většinou pracovali jako farní vikáři, kaplani, katecheté, výpomocní duchovní aj.

## Území farnosti
Do farnosti náleží území obce:
- Filipka (Philippsgrund)[p 2]
- Filipov (Philippsthal,[2] Philippsberg[4])[p 2]
- Fojtka (Voigtsbach)[p 2]
- Mníšek (Einsiedel)[p 2]
- Oldřichov v Hájích (Buschullersdorf)[p 2]

## Římskokatolické sakrální stavby na území farnosti
| | Fotografie | Stavba              | Místo              | Bohoslužby                      | Zeměpisné souřadnice            | Status                 | Číslo kulturní památky           |
| Kostel | Kostel     | Kostel              | Kostel             | Kostel                          | Kostel                          | Kostel                 | Kostel                           |
| --- | ---------- | ------------------- | ------------------ | ------------------------------- | ------------------------------- | ---------------------- | -------------------------------- |
| 1. |            | Kostel sv. Mikuláše | Mníšek             | bližší informace o bohoslužbách | 50°49′54″ s. š., 15°3′20″ v. d. | farní kostel           | 39901/5-4388 (Pk•MIS•Sez•Obr•WD) |
| Kaple |            |                     |                    |                                 |                                 |                        |                                  |
| 2. |            | Kaple               | Fojtka             | bohoslužba příležitostně        | 50°49′8″ s. š., 15°4′24″ v. d.  | obecní kaple           | 51357/5-5919 (Pk•MIS•Sez•Obr•WD) |
| 3. |            | Kaple               | Oldřichov v Hájích | informace o bohoslužbách        | 50°50′45″ s. š., 15°4′55″ v. d. | obecní hřbitovní kaple | —                                |
| 4. |            | Kaple               | Filipka            | bohoslužba příležitostně        |                                 | obecní kaple           | —                                |
| Zaniklé objekty |            |                     |                    |                                 |                                 |                        |                                  |
| 5. |            | Kaple               | Oldřichov v Hájích | nelze sloužit                   | 50°50′57″ s. š., 15°4′55″ v. d. | zaniklá obecní kaple   | —                                |
| Některé drobné sakrální stavby a pamětihodnosti lze dohledat zde v databázi Drobné sakrální památky Zaniklé sakrální stavby lze dohledat zde v databázi Poškozené a zničené kostely, kaple a synagogy v České republice |            |                     |                    |                                 |                                 |                        |                                  |

Ve farnosti se mohou nacházet i další drobné sakrální stavby, místa římskokatolického kultu a pamětihodnosti, které neobsahuje tato tabulka.

## Příslušnost k farnímu obvodu
Z důvodu efektivity duchovní správy byl vytvořen farní obvod (kolatura) farnosti Hejnice, jehož součástí je i farnost Mníšek u Liberce, která je tak spravována excurrendo. Přehled těchto kolatur je v tabulce farních obvodů libereckého vikariátu.